# The Who Hits 50!
The Who Hits 50! é uma turnê da banda The Who para celebrar o aniversário de 50 anos da banda.

## História
Um anúncio sobre a turnê veio através do site e mídias sociais da banda em 30 de junho de 2014. The Who vai começar sua turnê de aniversário de 50 anos nos Emirados Árabes Unidos, em um show após o Grande Prêmio de Abu Dhabi.

## Os membros da banda
- Roger Daltrey  - vocais, gaita, violão, pandeiro
- Pete Townshend  - guitarra, violão, vocal
- Zak Starkey - bateria
- Pino Palladino - baixo
- Simon Townshend - guitarra, violão, vocal
- Loren Ouro - teclados, backing vocals
- Frank Simes  - diretor musical, teclados, backing vocals
- John Corey - Piano
- J. Greg Miller - metais
- Reggie Grisham - metais

## Setlists
1. I Can't Explain
2. Substitute
3. The Kids Are Alright
4. I Can See for Miles
5. Who Are You
6. Long Live Rock
7. A Quick One (While He's Away)
8. Slip Kid
9. Join Together
10. Behind Blue Eyes
11. Squeeze Box
12. The Seeker
13. 5:15
14. Bell Boy
15. Love, Reign O'er Me
16. Eminence Front
17. Cry If You Want
18. Amazing Journey
19. Sparks
20. Pinball Wizard
21. See Me, Feel Me / Listening to You
22. Magic Bus
23. Baba O'Riley
24. Won't Get Fooled Again

Encore
1. Naked Eye

## Datas da turnê
| Data                   | Cidade         | País                   | Local                                |
| ---------------------- | -------------- | ---------------------- | ------------------------------------ |
| Ásia                   |                |                        |                                      |
| 23 de novembro de 2014 | Abu Dhabi      | Emirados Árabes Unidos | du Arena                             |
| Europa                 |                |                        |                                      |
| 26 de novembro de 2014 | Dublin         | Reino Unido            | The O2                               |
| 28 de novembro de 2014 | Belfast        | Reino Unido            | Odyssey Arena                        |
| 30 de novembro de 2014 | Glasgow        | Reino Unido            | SSE Hydro                            |
| 2 de dezembro de 2014  | Leeds          | Reino Unido            | First Direct Arena                   |
| 5 de dezembro de 2014  | Nottingham     | Reino Unido            | Capital FM Arena                     |
| 7 de dezembro de 2014  | Birmingham     | Reino Unido            | National Indoor Arena                |
| 9 de dezembro de 2014  | Newcastle      | Reino Unido            | Metro Radio Arena                    |
| 11 de dezembro de 2014 | Liverpool      | Reino Unido            | Echo Arena Liverpool                 |
| 13 de dezembro de 2014 | Manchester     | Reino Unido            | Manchester Arena                     |
| 15 de dezembro de 2014 | Cardiff        | Reino Unido            | Motorpoint Arena Cardiff             |
| 17 de dezembro de 2014 | London         | Reino Unido            | The O2 Arena                         |
| 18 de dezembro de 2014 | London         | Reino Unido            | The O2 Arena                         |
| América do Sul         |                |                        |                                      |
| 4 de março de 2015     | Montevideo     | Uruguai                | Estádio Centenario                   |
| 7 de março de 2015     | Buenos Aires   | Argentina              | Estádio River Plate                  |
| 10 de março de 2015    | Santiago       | Chile                  | Estádio Nacional de Santiago         |
| 13 de março de 2015    | Florianópolis  | Brasil                 | Estádio Orlando Scarpelli            |
| 15 de março de 2015    | Porto Alegre   | Brasil                 | Estádio Beira Rio                    |
| 17 de março de 2015    | São Paulo      | Brasil                 | Allianz Parque                       |
| 19 de março de 2015    | Rio de Janeiro | Brasil                 | Praça da Apoteose                    |
| América do Norte       |                |                        |                                      |
| 15 de abril de 2015    | Tampa          | Estados Unidos         | Amalie Arena                         |
| 17 de abril de 2015    | Miami          | Estados Unidos         | AmericanAirlines Arena               |
| 19 de abril de 2015    | Jacksonville   | Estados Unidos         | Jacksonville Veterans Memorial Arena |
| 21 de abril de 2015    | Raleigh        | Estados Unidos         | PNC Arena                            |
| 23 de abril de 2015    | Duluth         | Estados Unidos         | Arena at Gwinnett Center             |
| 27 de abril de 2015    | Austin         | Estados Unidos         | Frank Erwin Center                   |
| 29 de abril de 2015    | Houston        | Estados Unidos         | Toyota Center                        |
| 2 de maio de 2015      | Dallas         | Estados Unidos         | American Airlines Center             |
| 5 de maio de 2015      | Kansas City    | Estados Unidos         | Sprint Center                        |
| 7 de maio de 2015      | St. Louis      | Estados Unidos         | Scottrade                            |
| 9 de maio de 2015      | Louisville     | Estados Unidos         | KFC Yum! Center                      |
| 11 de maio de 2015     | Nashville      | Estados Unidos         | Bridgestone Arena                    |
| 13 de maio de 2015     | Rosemont       | Estados Unidos         | Allstate Arena                       |
| 15 de maio de 2015     | Columbus       | Estados Unidos         | Nationwide Arena                     |
| 17 de maio de 2015     | Philadelphia   | Estados Unidos         | Wells Fargo Center                   |
| 20 de maio de 2015     | Uniondale      | Estados Unidos         | Nassau Veterans Memorial Coliseum    |
| 22 de maio de 2015     | Atlantic City  | Estados Unidos         | Boardwalk Hall                       |
| 24 de maio de 2015     | Uncasville     | Estados Unidos         | Mohegan Sun Arena                    |
| 26 de maio de 2015     | New York City  | Estados Unidos         | Barclays Center                      |
| 30 de maio de 2015     | New York City  | Estados Unidos         | Forest Hills Tennis Stadium          |
| 14 de setembro de 2015 | San Diego      | Estados Unidos         | Valley View Casino Center            |
| 16 de setembro de 2015 | Anaheim        | Estados Unidos         | Honda Center                         |
| 19 de setembro de 2015 | Paradise       | Estados Unidos         | The Colosseum at Caesars Palace      |
| 21 de setembro de 2015 | Los Angeles    | Estados Unidos         | Staples Center                       |
| 23 de setembro de 2015 | Oakland        | Estados Unidos         | Oracle Arena                         |
| 25 de setembro de 2015 | Portland       | Estados Unidos         | Moda Center                          |
| 27 de setembro de 2015 | Seattle        | Estados Unidos         | KeyArena at Seattle Center           |
| 29 de setembro de 2015 | Vancouver      | Canadá                 | Rogers Arena                         |
| 1 de outubro de 2015   | Calgary        | Canadá                 | Scotiabank Saddledome                |
| 3 de outubro de 2015   | Edmonton       | Canadá                 | Rexall Place                         |
| 6 de outubro de 2015   | Saskatoon      | Canadá                 | SaskTel Centre                       |
| 8 de outubro de 2015   | Winnipeg       | Canadá                 | MTS Centre                           |
| 10 de outubro de 2015  | Minneapolis    | Estados Unidos         | Target Center                        |
| 13 de outubro de 2015  | Milwaukee      | Estados Unidos         | BMO Harris Bradley Center            |
| 15 de outubro de 2015  | Chicago        | Estados Unidos         | United Center                        |
| 17 de outubro de 2015  | Detroit        | Estados Unidos         | Joe Louis Arena                      |
| 19 de outubro de 2015  | Toronto        | Canadá                 | Air Canada Centre                    |
| 21 de outubro de 2015  | Toronto        | Canadá                 | Air Canada Centre                    |
| 23 de outubro de 2015  | Pittsburgh     | Estados Unidos         | Consol Energy Center                 |
| 25 de outubro de 2015  | Newark         | Estados Unidos         | Prudential Center                    |
| 27 de outubro de 2015  | New York City  | Estados Unidos         | Madison Square Garden                |
| 29 de outubro de 2015  | Boston         | Estados Unidos         | TD Garden                            |
| 1 de novembro de 2015  | Washington     | Estados Unidos         | Verizon Center                       |
| 4 de novembro de 2015  | Philadelphia   | Estados Unidos         | Wells Fargo Center                   |